# Anno 1503: Treasures, Monsters and Pirates
Anno 1503: Treasures, Monsters and Pirates (in de Verenigde Staten: 1503 A.D.: Treasures, Monsters and Pirates - in Nederland en België: Anno 1503: Schatten, monsters en piraten) is een uitbreidingspakket voor het real-time strategy en simulatie computerspel Anno 1503: The New World.

## Overzicht
Het is ontwikkeld door dezelfde ontwikkelaars als het originele spel, namelijk het Duitse Sunflowers en het Oostenrijkse Max Design. De Duitse versie van deze uitbreiding werd eind 2003 uitgebracht, de Europese versie volgde in mei 2004 in het Nederlands, Engels, Frans en Italiaans.
De uitbreiding voegt de volgende zaken toe:
- 3 nieuwe doorlopende spelen en 12 scenario's
- nieuwe spelelementen, vijanden/rampen (zoals spinnen, krokodillen, dieven en rellen) en eilanden
- nieuwe ornamentale parken, tuinen, dieren (zoals beren en gorilla's) en huizen
- een scherm met statistieken over de economische status van de nederzetting
- veranderingen bij schepen
  - aangepaste snelheden en verbeteringen in het verkoopscherm
  - schepen kunnen nu patrouilleren
  - eenheden kunnen bij een schip aan boord gaan (behalve bij schepen van piraten en Venetianen)
- de speler kan nu de pak- en warenhuizen bouwen zoals zelf gewenst (naargelang de opslagcapaciteit). De totale opslagcapaciteit van een eiland is eveneens verhoogd
- knop om automatisch het land rond een boerderij te beplanten